# Krakau (herb szlachecki)
Krakau – polski herb szlachecki z nobilitacji.

## Opis herbu
Na tarczy dzielonej w słup w polu prawym, błękitnym, jednorożec wspięty, srebrny; w polu lewym, czerwonym, grabie srebrne.
Klejnot - jednorożec wspięty, srebrny, między dwoma skrzydłami orlimi, czarnymi.
Labry z prawej błękitne, podbite srebrem, z lewej czerwone, podbite srebrem.

## Najwcześniejsze wzmianki
Nadany 4 czerwca 1555 Reinoldowi i Jerzemu Krakau z Gdańska. Herb powstał przez dodanie godła z herbu Grabie do herbu rodowego.

## Herbowni
Krakau.